# جون بوردمان
جون بوردمان (بالإنجليزية: John Boardman) (و. 1932 – م) هو فيزيائي من الولايات المتحدة الأمريكية. ولد في ترلوك وتعلم في جامعة سيراكيوز، وجامعة شيكاغو